# Jay O'Brien
James Jay "J. J." O'Brien, född 22 februari 1883, död 5 april 1940, var en amerikansk bobåkare.
O'Brien blev olympisk guldmedaljör i fyrmansbob vid vinterspelen 1932 i Lake Placid.